# Iveco Trakker
L'IVECO Trakker est un véhicule lourd, camion porteur et tracteur de semi-remorques fabriqué par le constructeur italien IVECO depuis 2004. Il remplace la gamme précédente Eurotrakker.
Ce véhicule couvre la tranche de transport au-dessus des 18 tonnes. Décliné en version 4x2, 4x4, 6x4, 6x6, 8x4 et 8x6, c'est un camion de chantier en version porteur comme tracteur. Son PTRA atteint les 72 tonnes sur les marchés dont le code l'autorise.
Il sert de base aux véhicules spéciaux pour transports exceptionnels développés par SIVI, filiale d'IVECO.

## Description
Les porteurs sont disponibles en configuration 4x2, 4x4, 6x4, 6x6 et 8x8, avec des puissances comprises entre 310 et 500 ch.
Les tracteurs sont disponibles en configuration 4x2, 4x4, 6x4 et 6x6, avec des puissances comprises entre 360 et 500 ch.
Le Trakker a été conçu pour pouvoir circuler dans des situations où un camion normal ne pourrait pas passer, avec des charges comprises entre 18 et 72 t sur le dos. Il travaille essentiellement pour le secteur du BTP, mais peut faire affaire dans des carrières.
La cabine du véhicule est celle du Stralis.
Le Trakker est conçu pour pouvoir recevoir tout type de dispositif sur son châssis, le plus courant de ces équipements est la benne, néanmoins, le châssis est étudié pour pouvoir porter des bennes-malaxeuses pour le béton, des outils de déneigement , etc.
Le Trakker est aussi utilisé pour les transports exceptionnels dans une version adaptée par Astra SpA-SIVI. La charge portée peut atteindre 50 t, la charge traînée peut aller jusqu'à 520 t en assemblage multi tracteurs.

## Configurations
La gamme du Trakker comprend des versions à  2, 3 et 4 essieux.
Le Trakker est proposé avec plusieurs versions des moteurs Cursor 8 et Cursor 13 avec une puissance de 560 ch.
Système de freinage : tous les modèles de la gamme disposent de freins à disques pour les roues avant, et de freins à tambour pour les essieux arrière. De plus, les moteurs sont équipés d'un frein moteur automatique.
Suspensions : le Trakker dispose de suspensions mécaniques, moins confortables (surtout sur les poids lourds) que des suspensions pneumatiques mais beaucoup plus fiables dans des conditions d'utilisation extrêmes des chantiers et carrières.
Tous les moteurs répondent à la norme Euro 5. Les moteurs utilisent un système d'échappement catalytique sélectif de post-traitement, qui permet également de réduire la consommation de carburant.

## Gamme
La gamme Trakker existe avec deux cabines :
- AT Active Time, cabine courte ;
- AD Active Day, cabine profonde avec couchette.

## Production
La gamme IVECO Trakker est produite dans l'usine espagnole IVECO de Madrid, il est aussi produit en Afrique du Sud par IVECO South Africa (ISAW) en version Euro 3, ainsi qu'en Amérique latine, en Argentine, au Brésil et au Venezuela, par la filiale russe Iveco-AMT en Russie, les co-entreprises SAIC-IVECO Hongyan en Chine, Libyan Trucks and Bus Co. en Libye et National Trucks Manufaturer au Nigeria.

L'IVECO Trakker aurait dû être remplacé par le nouveau modèle T-Way en fin d'année 2020 mais, à la suite de l'épidémie de Covid 19 et des périodes de confinement avec arrêts de la production, le lancement de ce nouveau véhicule a été reporté en février 2021,,.

## Utilisateurs militaires

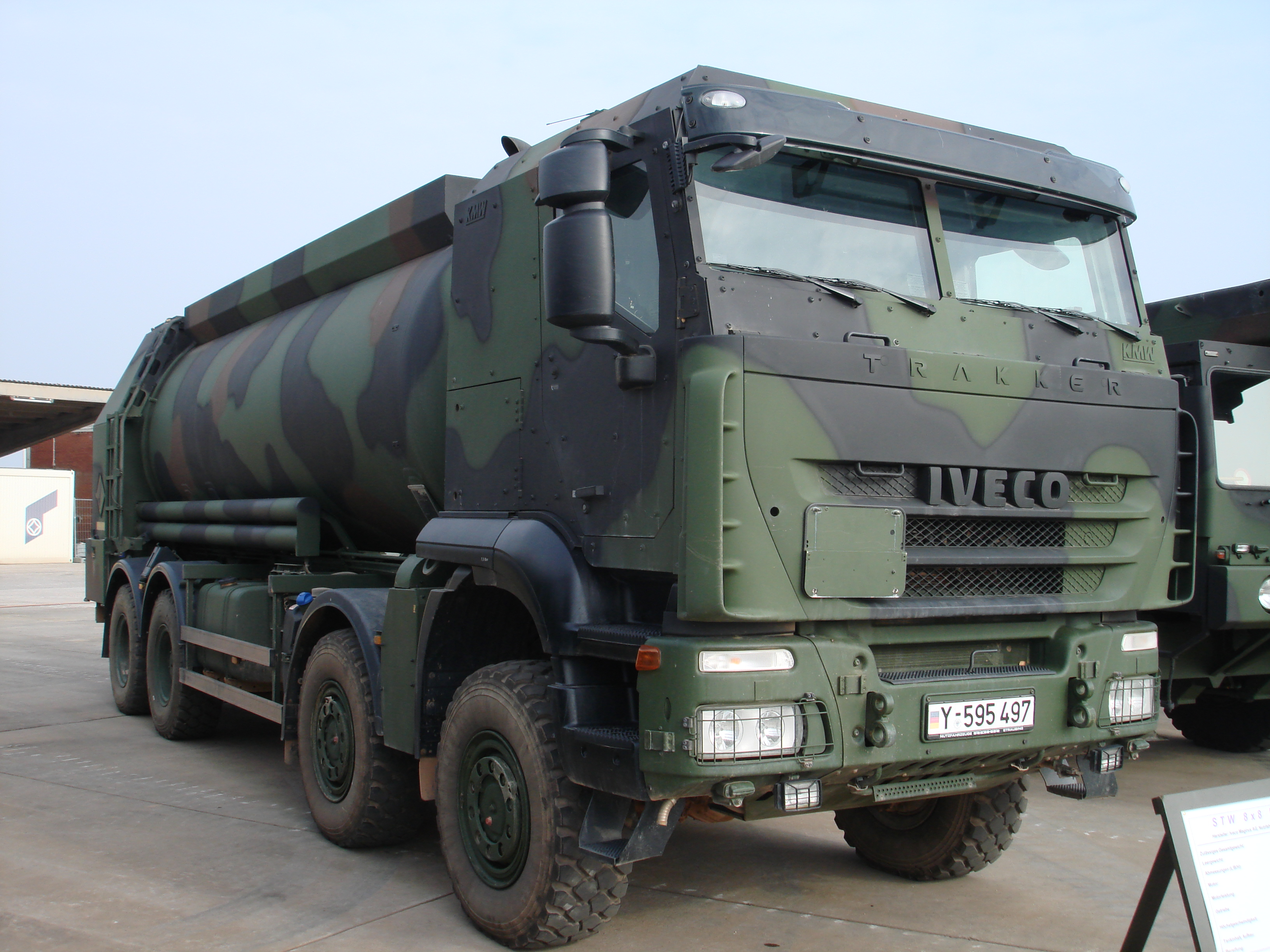
IVECO Trakker 8x4 blindé de l'armée allemande

IVECO a livré de très nombreuses armées dans le monde. Conformément à la tradition, le groupe Fiat ne communique jamais le nombre d'exemplaires livrés. Seules les armées concernées peuvent fournir ces informations ainsi que les caractéristiques précises des véhicules achetés.
- Allemagne : Environ 2 000 en 2020, 1 048 livrables en 2021 et 2028[4]
- Bangladesh
- Espagne
- Maroc[5]
- Pologne
- Suisse : nombreuses versions et configurations